# Sputnik (TV-program)
Sputnik var ett TV-program på TV4 hösten 2001. Det sändes enbart i digitala marknätet på den så kallade TV4 Digital-kanalplatsen, kanalplats 50 där TV400 senare sändes.

## Utförande och tävling
Programmet var direktsänt från TV4:s studio i Stockholm. Varje avsnitt bestod av 3-4 spel och lekar, presenterade från en industrilokalsliknande studio av programledaren Mikael Tornving och tre ryska skådespelare. Som fond i spelen fanns en sketch producerad av Felix Herngren som ofta själv medverkade i bild. Tittaren kunde se det som pågick i bild som en sketch men kunde också delta genom att styra element i bilden med pilknapparna på fjärrkontrollen.
Efter varje spel ringde boxen försåvitt man hade kopplat in modemkabeln (vilket enligt marknadsundersökningar bara 10 procent av tittarna hade gjort) upp Teracoms modempool och rapporterade resultatet. Programledaren kunde därför inom några minuter efter avslutat spel berätta vilka tittare som hade lyckats bäst.

## Spel
Exempel på spel som spelades i programmet:
- Papi Raul ingriper mot Gotlands grisar
- Papi Rauls haschjakt
- Dan Bäckman på krogen Guldkaggen
- Papi Raul traktorrazzia
- Nu lurar vi hälsovårdsnämnden

## Experimentell TV
Sputnik var världsunikt som TV-program eftersom det var det första exemplet på det som många då menade var framtidens TV: ett interaktivt TV-program som gjorde tittaren medverkande likt i till exempel ett TV-spel. Sputnik var det enda programmet som specialgjordes med denna möjlighet inom digital-TV. Boxer tillhandahöll dock vid den här tiden en mängd andra programspecifika applikationer som tittarna via sändningen kunde ladda ner till digitalboxen och som möjliggjorde t.ex. deltagande i omröstningar, att skicka in meddelanden till debattprogram eller att handla i den interaktiva kanalen eTV. Ett senare försök till interaktiv TV var Mediteve.

## Medarbetande
Producent för programmet var Felix Herngren och exekutiv producent Malte Andreasson.